# NGC 3841
NGC 3841 é uma galáxia espiral (S) localizada na direcção da constelação de Leo. Possui uma declinação de +19° 58' 20" e uma ascensão recta de 11 horas, 44 minutos e 02,1 segundos.
A galáxia NGC 3841 foi descoberta em 25 de Março de 1827 por John Herschel.